# مانوئل کاراسکو فرمیگرا
مانوئل کاراسکو فرمیگرا (انگلیسی: Manuel Carrasco Formiguera; ۱ ژانویهٔ ۱۸۹۰ – ۹ آوریل ۱۹۳۸) یک وکیل اهل اسپانیا و سیاستمدار ناسیونالیست کاتالان دموکرات مسیحی بود. اعدام او به دستور فرانسیسکو فرانکو، باعث اعتراضات روزنامه نگاران کاتولیک نظیر جوزف سنورژ، رئیس فدراسیون بین‌المللی روزنامه نگاران کاتولیک شد.
مراسم خاکسپاری او در پاریس در ۲۷ آوریل ۱۹۳۸ با حضور بسیاری از افراد برجسته، و همسرش رایسا برگزار شد.